# Стецівка (зупинний пункт)
Стеці́вка — пасажирський зупинний пункт (колишній роз'їзд) Шевченківської дирекції Одеської залізниці.
Розташований у східній частині села с. Стецівка, Звенигородського району Черкаської області між станціями Шпола (15 км) та Звенигородка (15 км).
Зупиняються приміські дизель-поїзди сполученням Черкаси — Христинівка, Умань.